# Spinalonga
Otočić Spinalonga nalazi se u blizini istočnog dijela Krete, kod gradić Elounde.

## Povijest
U prošlosti je otok bio pod vlašću Venecije - 1579. godine su na ruševinama akropole izgradili venecijansku tvrđavu, koja je služila za obranu od Turaka sve do 1715. godine.
Otočić je poznat kao posljednja kolonija gubavaca u Europi. U tu je svrhu korišten od 1903. do 1957. godine. Posljednji gubavci su s otoka otišli 1962. godine. Svi oni koji misle da je ovo bilo mjesto gdje se zaražene gubom ostavljalo da umru u bolovima, zaboravljeni od svih, grdno se varaju.
Naime, gubavci su na otoku doslovce živjeli u luksuzu, tako da je bilo i onih koji su dolazili živjeti na otok, potjerani bijedom, unatoč tome što nisu bili zaraženi. Zahvaljujući Englezima, na otok je dopremljen generator, te je prvi na tom području imao električnu energiju. Jednom tjedno su bolesnici imali prilike uživati i u kazališnim predstavama te kino projekcijama.

## Otok danas
U današnje je vrijeme otok namijenjen turističkim razgledavanjima. Najmanje jednom godišnje, zbog uspomena koje ih vežu za Spinalongu, otočić posjeti i nekolicina izliječenih gubavaca, od kojih su neki živi još i danas.